# 埃克海姆
埃克海姆是德国巴伐利亚州的一个市镇。总面积32.17平方公里，总人口2891人，其中男性1432人，女性1459人（2011年12月31日），人口密度90人/平方公里。